# Homero Cárpena
Homero Cárpena (Mar del Plata, 14 de febrero de 1910 - Mar del Plata, 17 de enero de 2001) fue un director de cine y actor argentino que tuvo una extensa carrera artística. Su padre, Francisco Cárpena, había sido actor y trabajó durante mucho tiempo con los hermanos Podestá haciendo circo.

## Actividad profesional
Homero Cárpena se trasladó a Buenos Aires movido por su vocación teatral y trabajó con Enrique Muiño en Los muchachos de antes no usaban gomina y Enrique de Rosas en Los invertidos, la pieza de González Castillo. En 1928 formó compañía propia, con la que representó el sainete Juancito de la Ribera, de Alberto Vaccarezza y, más adelante, la Compañía de Teatro Universal por la que pasaron actores y actrices reconocidos como Ángel Magaña, Francisco Petrone, Paulina Singerman, Luisa Vehil, Irma Córdoba y Eva Franco, entre otros. Entre otras obras, dirigió Juanita la popular, de Enrique Cadícamo, en 1965 y La llave, de Noel Coward, en 1972.
Debutó en el cine en 1933 en la película Los tres berretines, que fue la segunda película sonora de la Argentina y tuvo como primera figura a Luis Sandrini. En 1935 filmó El alma del bandoneón, ptotagonizada por Libertad Lamarque y en 1937 La fuga, con Tita Merello. Otras recordadas actuaciones fueron en Prisioneros de la tierra, dirigida por Mario Soffici y Madame Sans-Gene, protagonizada por Niní Marshall, así como en varios filmes de Sandrini: El profesor hippie, El profesor patagónico y El profesor tirabombas en la década de 1970.
Cárpena compuso las letras de los tangos El cielo en las manos, Camino gris, Trenzas de ocho y Qué lejos mi Buenos Aires. En 1995 y 1999 fue director de la Casa del Teatro de Buenos Aires, y realizaba intensas campañas para obtener fondos para cumplir la finalidad de ayudar a los actores ancianos y sin recursos. Una demostración de su carácter emprendedor fue el programa piloto para televisión que armó, ya con 87 años con su hija Claudia, y tres de sus nietas, para rescatar al sainete.  
Falleció el 17 de enero de 2001 en su Mar del Plata natal como consecuencia de una insuficiencia cardíaca.

## Filmografía
Director
- El cartero (1954).
- Los lobos del palmar (1954).
- Se necesita un hombre con cara de infeliz (1954).
- Soy del tiempo de Gardel (1954).
- Stella Maris (1953).

Guionista
- Morir por nada o Delincuencia juvenil (1974).
- Soy del tiempo de Gardel (1954).
- Stella Maris (1953).
- El cielo en las manos (1950).
- Los millones de Semillita (1950).

Actor
- Olga, la hija de aquella princesa rusa (1972).
- El profesor tirabombas (1972).
- El profesor patagónico (1970).
- El profesor hippie (1969).
- Aventura en Hong Kong o Kuma Ching (1969)...General Chang
- Esquiú, una luz en el sendero (1965).
- Tres historias fantásticas (1964).
- La cigarra no es un bicho (1964).... Gerente
- Detrás de la mentira (1962)...Instructor
- Delito (1962)...Daniel
- Operación G (1962)...André
- El rufián (1960)....Nino
- Angustia de un secreto (1959)...Valentín
- El hombre señalado (1957).
- El cartero (1954).
- Los lobos del palmar (1954).
- María Magdalena (1954).
- Soy del tiempo de Gardel (1954).
- Las zapatillas coloradas (1952).
- ¡Qué rico el mambo! (1952).
- Si muero antes de despertar (1952)...Corruptor
- El Zorro pierde el pelo (1950)...Cayetano Orloff
- Cinco grandes y una chica (1950).
- El cielo en las manos (1950)...Raúl
- La vendedora de fantasías (1950)...marido de Olga
- Yo no elegí mi vida (1949)...Polizón en tren
- Apenas un delincuente (1949).
- El extraño caso de la mujer asesinada (1949).
- Fascinación (1949).
- Fúlmine (1949).
- La otra y yo (1949).
- Las aventuras de Jack (1949).
- Historia de una mala mujer (1948).
- La serpiente de cascabel (1948).... Morales
- El tambor de Tacuarí (1948).
- La locura de don Juan (1948).
- Un ángel sin pantalones (1947).
- Buenos Aires canta (1947).
- Tela de araña o El misterioso tío Silas (1947)...William
- Tres millones... y el amor (1946).
- Chiruca (1945).
- Cuando en el cielo pasen lista (1945).
- Besos perdidos (1945).
- La amada inmóvil (1945).
- Se abre el abismo (1945)....Gregorio Andrada
- Sans-Gêne (1945).
- Villa Rica del Espíritu Santo (1945).
- La casta Susana (1944).
- Cuando la primavera se equivoca (1944).
- Nuestra Natacha (1944).
- La importancia de ser ladrón (1944).
- Su mejor alumno (1944).
- El fin de la noche (1944).
- El deseo (1944).
- Cuando florezca el naranjo (1943).
- Tres hombres del río (1943).
- El gran secreto (1942).
- Cada hogar un mundo (1942).
- Cruza (1942).
- El cura gaucho (1941).
- El mozo número 13 (1941)...Dr, Jeremías
- Novios para las muchachas (1941).
- Chingolo (1940).
- Encadenado (1940).... Martín
- Prisioneros de la tierra (1939).
- Y los sueños pasan (1939).
- Frente a la vida (1939).
- Hermanos (1939).
- Nativa (1939).
- Las de Barranco (1938).
- Los caranchos de la Florida (1938).
- La fuga (1937)...Don Onofrio
- Los muchachos de antes no usaban gomina (1937).... Guapo Salinas
- El alma del bandoneón (1935).
- Los tres berretines (1933).